# Južni tok
Južni tok (rus. Южный Поток, bug. Южен поток, mađ. Déli Áramlat) je napušteni projekat gasovoda kojim je trebalo da se transportuje prirodni gas iz Rusije do zemalja Evropske unije. Gasovod je trebalo da krene iz južnog dela Rusije, od grada Anape u Krasnodarskom kraju po dnu Crnog mora, kroz turske teritorijalne vode, do Varne u Bugarskoj, a od Bugarske je trebalo da se grana u dva kraka. Jedan krak iz Bugarske, preko Grčke podvodno je trebalo da vodi do Italije, a drugi preko Srbije i Mađarske do Austrije. Kapacitet gasovoda je projektovan na 64 milijardu kubnih metara godišnje.
Izgradnja je počela 7. decembra 2012. godine na crnomorskoj obali, a u Srbiji je bilo najavljeno otvaranje radova 20. decembra uz prisustvo ruskog predsednika Vladimira Putina.
Bilo je najavljeno da će se prva dva, od planirana četiri, voda završiti krajem 2015. godine ili u prvom kvartalu 2016. godine.
Prema prvobitnom dogovoru Gasovod je trebalo da se finansira zajedničkim kapitalom iz Rusije i Italije, a kasnije su se priključile firme iz Nemačke i Francuske. Vlasnik gasovoda je trebalo da bude firma "Saut strim transport" u kojoj ruskom "Gaspromu" pripada 50%, italijanskoj energetskoj kompaniji "Eni" 20% dok nemačkom "Vinteršalu" i francuskom "EDF" pripada po 15%. Maksimalni kapacitet gasovoda je projektovan na 63 milijarde kubnih metara gasa godišnje, a vrednost investicije je procenjena na 16 milijardi evra.
Južni tok je posle više meseci političko-poslovnih trzavica definitivno napušten u decembru 2014 godine.

## Istorija projekta
Planovi za Južni tok su zvanično objavljeni 23. jula 2007, kada su direktori italijanskog Eni-a Paolo Scaroni i potpredsednik Gazprom-a Aleksander Medvedev potpisali memorandum u Rimu o izgradnji Južnog toka. Gasprom i Eni su 22. novembra 2007. u Moskvi potpisali sporazum o studiji izvodljivosti tj. sporazum o osnivanju kompanije koja je trebalo da izvede marketinšku i tehničku studiju izvodljivosti projekta. Kapacitet je prvo određen na 31 milijardu kubnih metara gasa godišnje, a dve godine kasnije je procenjeno da postoji veće tržište i kapacitet je povećan na 64 milijarde.
Srpska i ruska strana su 17. novembra 2009. godine u Švajcarskoj osnovali zajedničku firmu "Južni tok Srbija" u kojoj 51% ima Gasprom a 49% Srbijagas.
Milorad Dodik, predsednik Republike Srpske, je 21. septembra 2012. godine potpisao u Sočiju protokol o saradnji sa predstavnicima Gasproma o izgradnji jednog kraka u Republici Srpskoj. Sa Slovenijom je februara 2012. godine osnovano zajedničko preduzeće „Južni tok Slovenija“, a 13. novembra potpisan sporazum o gradnji dela gasovoda kroz Sloveniju, potpisivanjem ugovora u Moskvi sa direktorom slovenačke firme Plinovodi.
Tokom radne posete Alekseja Milera, predsednika Gasproma, Sofiji su predstavnici ruskog Gasproma i bugarskog Bulgargaza 15. novembra 2012. godine, u prisustvu premijera Bugarske, potpisali protokol o finansijskoj investiciji, što je sporazum o izgradnji bugarske deonice gasovoda i tako završili sve neophodne pripremne radnje pred početak gradnje. 

Početak gradnje je obeležen na obali Crnog mora 7. decembra, kod kompresorske stanice "Ruskaja". Domaćin je bio ruski predsednik Vladimir Putin a prisustvovale su zvanične delegacije svih zemalja kroz koje prolazi gasovod. Delegaciju Srbije je predvodila ministarka energetike Zorana Mihailović.

Austrija je od 2010. godine bila zainteresovana za priključenje na Južni tok, međutim jedno vreme je više naginjala rivalskom rešenju, gasovodu Nabuko. Pošto je Nabuko napušten, firma OMV je potpisala 29. aprila 2014. godine memorandum o izgradnji dela Južnog toka kroz Austriju do čvorišta u Baumgartenu. Bilo je očekivano da će prvi gas proteći 2017. godine.

### Kraj projekta
Zbog blokiranja Bugarske (koja je navodno morala da se saglasi sa regulativom Evropske unije, ali i zbog političkih trzavica nastalih zbog rata u Ukrajini) projekat "Južni tok" je prema rečima prvog čoveka Gazproma, Alekseja Milera, raspušten. Izjavu o kraju projekta je dao i Vladimir Putin 1. decembra 2014. Istom prilikom je direktor Gasproma, Sergej Miler, najavio pokretanje izgradnje crnomorskog gasovoda prema Turskoj. Srpski premijer, Aleksandar Vučić je dan kasnije odbacio odgovornost Srbije, tvrdeći da je zemlja bila lojalna projektu, te da "plaća cenu sukoba velikih".

## Predviđena trasa gasovoda
Gasovod je trebalo počinje od ruskih gasnih polja i prostire se 3600 kilometara do obala Crnog mora. 
Gasovod je u podmorskom delu trebalo da se prostire od ruske luke Anapa u Krasnodarskom kraju, na obali Crnog mora, kroz rusku, pa potom kroz tursku ekskluzivnu ekonomsku zonu Crnog mora, potom ka bugarskoj luci Varna. Ukupna dužina trase dnom Crnog mora je trebalo da bude 900 kilometara i ne prolazi ukrajinskom zonom. Na ovoj deonici se cevi polažu na dubinu preko 2000 metara.
Prema planu, u Bugarskoj je trebalo da se gasovod račva, pa da jedan krak vodi ka Grčkoj i izlazi na Jonsko more, gde podmorski gasovod ide ka jugu Italije. Međutim, 16. novembra 2012. godine se pojavila vest da nema izgleda da će Grčka i jug Italije u bližoj budućnosti koristiti značajnije količine gasa te da u ovoj fazi ne treba očekivati izgradnju ovog kraka. Na mapi koja se pojavila 7. decembra ova deonica nije prikazana. Drugi krak je trebalo da ide kroz Srbiju i vodi ka Mađarskoj, pa kroz Sloveniju do severnog dela Italije. Prvobitno je bilo najavljivano da će ovaj krak ići i do Austrije, ali se kasnije ova namera nije pominjala.
U Srbiju gasovod ulazi kod Zaječara, prolazi pored Beograda i ide do Bačkog Brega (prvobitno najavljena Subotica) gde prelazi u Mađarsku. U odnosu na prvobitnu ideju da ulazak bude kod Dimitrovgrada i ide pored Niša, ova trasa je kraća za 70 kilometara i iznosila bi 411 kilometara.
Kod Čente je bilo predviđeno čvorište i odvajanje kraka ka Republici Srpskoj.
Deo ovog projekta trebalo je da bude i skladište gasa u Banatskom Dvoru koje je već u operativnoj upotrebi. Bilo je predviđeno osposobljavanje još jednog skladišta u Itebeju, a u ugovoru se pominje i izgradnja nekoliko termoelektrana na gas. Planirana je izgradnja kompresorske stanice blizu Bačkog Dobrog Polja, a na mapi objavljenoj 7. decembra se vidi i jedna kod Paraćina.
Nije postojala odluka o tome da li iz Srbije jedan krak treba da vodi ka Hrvatskoj, mada se na sajtu kompanije 7. decembra 2012. godine našla mapa na kojoj se od Gospođinaca u Vojvodini izdvaja krak ka Vukovaru. Bilo je predviđeno da jedan krak vodi duž reke Save kroz Republiku Srpsku mada se kasnije pojavila mapa po kojoj krak ide ka Zvorniku. Bilo je predviđeno da ovaj krak posluži za snabdevanje Federacije BiH. Ruski zvaničnici tvrde da je iz Crne Gore izraženo interesovanje za gas iz Južnog toka.
Posle godinu dana pripreme dokumentacije je 11. novembra premijer Srbije najavio da bi početak radova u Srbiji mogao početi 24. novembra 2013. godine, a da je i makedonski premijer zainteresovan da jedan krak vodi ka Makedoniji. Gradnja gasovoda u Srbiji je počela zvanično u selu Šajkaš 24. novembra 2013. godine, a ceremonija u Palati Srbija je održana istovremeno uz govore Predsednika Srbije Tomislava Nikolića i Predsednika Vlade Ivice Dačića.

## Spoljašnje veze
- South Stream AG
- South Stream Transport